# Ferencváros TC (football)
Maillots
Actualités
Le Ferencvárosi Torna Club, souvent appelé Ferencváros, est un club de football hongrois issu du club omnisports Ferencváros TC. Créé en 1899 par Ferenc Springer, il est l'un des clubs les plus populaires du pays. Son nom fait référence au 9e arrondissement de Budapest - ou Ferencváros -, dans lequel est situé son siège.
Au cours de son histoire, il a remporté 36 Championnats de Hongrie, 24 Coupes de Hongrie, six Supercoupes de Hongrie, deux Coupes de la Ligue hongroise, une Coupe des villes de foires (ancêtre de la Coupe UEFA) et deux Coupes Mitropa. Par ailleurs, le club a atteint la finale de la Coupe d'Europe des vainqueurs de coupe 1975 contre le Dynamo Kiev. Il s'agit du seul club hongrois à avoir conquis un titre continental.

## Histoire

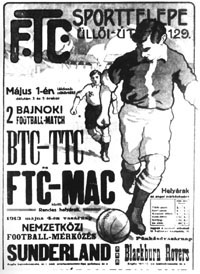
affiche d'un match entre Ferencváros et Magyar AC en 1913.

De la création de la première division hongroise en 1901 à la saison 2007, Ferencváros avait participé à toutes les éditions. Mais en raison de difficultés financières, le club est relégué pour la première fois en deuxième division lors de la saison 2006-2007.
Il s'agit également du seul club hongrois à avoir remporté un titre européen avec la Coupe des villes de foires 1965 tout comme il s'agit, avec Debrecen, d'un des deux seuls club hongrois qualifiés pour une phase de poule en Ligue des champions (en 1995 et en 2020) après avoir respectivement battu le RSC Anderlecht et le Molde FK en phase qualificative.
Après trois années dans l'antichambre, Ferencváros remonte en première division pour la saison 2009-2010.
Dans le début des années 2010, Ferencváros se stabilise dans l'élite du football hongrois puis remplit ensuite peu à peu son palmarès national à partir du milieu des années 2010. Dans les années 2020, le club se renforce considérablement et possède désormais une main mise sur le championnat hongrois en le remportant 6 fois de suite entre 2019 et 2025.

### Dates clés
- 1899 : fondation du club sous le nom de Ferencvárosi TC
- 1926 : le club est renommé Ferencváros FC
- 1944 : le club est renommé Ferencvárosi TC
- 1950 : le club est renommé EDOSZ Budapest
- 1951 : le club est renommé Budapesti Kinizsi SE
- 1957 : le club est renommé Ferencvárosi TC
- 1960 : première participation à une Coupe d'Europe (C2) (saison 1960/61)

### Années 1960-1970

#### Titre continental en 1965
Les années 1960-1970 coïncident avec les meilleurs années à l'échelon européen du club.
Lors de la saison 1962-1963, Ferencváros atteint les demi-finales de la Coupe des villes de foires, il bat le club allemand du Viktoria Cologne puis le club italien UC Sampdoria. En quart-de-finale, les Roumains du FC Petrolul Ploieşti offrent une bonne mais vaine résistance mais en demi-finale ils sont défaits par le club yougoslave du Dinamo Zagreb, ce dernier remportant les deux matchs (0-1, 1-2).
En 1964-1965, Ferencváros entame une campagne européenne qui l'envoie en finale comptant dans ses rangs Flórián Albert, Zoltán Varga, Dezső Novák, Gyula Rákosi ou Máté Fenyvesi. Ils éliminent notamment l'AS Rome, l'Athletic Bilbao et Manchester United avant de battre sur un unique but de Fenyvesi la Juventus à Turin.
En 1966, ils sont battus en quart-de-finale de la Coupe des champions par l'Inter Milan puis au troisième tour de la Coupe des Foires par l'Eintracht Francfort en 1967.

#### Finale européenne en 1968
En 1968, le club parvient pour la seconde fois de son histoire en finale. Malgré des qualifications difficiles au début de la compétition, tout d'abord contre les Roumains du FC Argeş Piteşti, ces derniers remportent 3-1 le match aller avant de perdre 4-0 au retour puis contre le club espagnol du Real Saragosse qui bat également au match aller Ferencváros 2-1 avant de perdre 3-0 au retour. Au tour suivant, Ferencváros affronte Liverpool FC. Les Anglais perdent les deux rencontres sur le même score de 1-0, tout comme l'Athletic Bilbao en quart-de-finale sur le score de 2-1. En demi-finale, contre Bologne FC, les Hongrois s'imposent 3-2 au match aller après avoir été mené 2-0 puis obtiennent un match nul 2-2 au retour pour se qualifier pour la finale. Ils sont opposés à Leeds United. Les Hongrois s'inclinent à Elland Road 1-0 sur un but de Michael Jones et malgré le soutien de 70 000 spectateurs au match retour à Budapest, ils sont tenus en échec 0-0 laissant leurs adversaires remporter leur premier titre continental.
Lors de la saison 1971-1972, ils atteignent les demi-finales après avoir écarté successivement Fenerbahçe SK, Panionios Athènes, Eintracht Braunschweig et le FK Željezničar Sarajevo. En demi-finale, ils sont tenus en échec à domicile par Wolverhampton Wanderers avant de perdre 2-1 au retour.

#### Finale européenne en 1975
Lors de la saison 1974-1975, Ferencváros parvient en finale de la Coupe d'Europe des vainqueurs de coupes. Pour y parvenir, il élimine au premier tour le club gallois Cardiff City (2-0, 4-1), en huitième-de-finale il affronte le club anglais du Liverpool FC qu'il élimine sans gagner de match à la faveur d'un match aller 1-1 à Anfield (0-0 au match retour), en quart-de-finale c'est le club suédois Malmö FF qui est écarté (3-1, 1-1) puis en demi-finale le club yougoslave de l'Étoile rouge de Belgrade ne peut rien pour empêcher Ferencváros de poursuivre sa route (2-1, 2-2). En finale, c'est une rencontre entre deux clubs de pays de l'Est qui détermine le vainqueur puisque Ferencváros sous la houlette de Jenő Dalnoki affronte le club soviétique du Dynamo Kiev. Ce dernier emmené par Oleg Blokhine et Vladimir Onischenko prend de vitesse le club hongrois (qui déplore la suspension de László Bálint et la blessure de László Pusztai) au Stade Saint-Jacques (Bâle) et s'impose 3-0.

### Années 1980-1990
Depuis 1975, Ferencváros n'est jamais parvenu à se qualifier pour le dernier carré d'une compétition européenne malgré de nombreuses participations et est même éliminé à plusieurs reprises au premier tour. Les exploits européens se font plus rares, à l'exception d'une qualification acquise contre l'Athletic Bilbao en 1983 (2-1, 1-1) ou sa qualification en phase de poules de la Ligue des champions en 1996 acquise contre RSC Anderlecht, ils affrontent alors l'Ajax Amsterdam (1-5, 0-4 - tenant du titre), les Grasshopper Zurich (3-3, 3-0) et le Real Madrid qu'ils tiennent en échec 1-1 à domicile après avoir été battu 6-1 en Espagne.

### Années 2000

#### Relégation de Ferencváros en 2006
Après 105 années d'existence, Ferencváros connaît de graves difficultés financières et se trouve dans l'incapacité de combler des dettes que le club doit à d'anciens dirigeants et entraîneurs. À quelques jours de la reprises du championnat de Hongrie 2006, la fédération hongroise décide de rétrograder le club en deuxième division en lui refusant la licence, c'est la première fois que le club est relégué dans son histoire.
Désireuse de défendre ses intérêts auprès de la justice, le tribunal de Budapest donne raison au club en juillet 2007 en stipulant qu'« il y avait eu des erreurs dans l'attribution des licences et que la Fédération n'aurait pas du reléguer le club en deuxième division. ». Le club menace d'engager un nouveau procès pour obtenir des compensations financières (d'un montant de 1,62 million d'euros) mais se met finalement d'accord avec la fédération hongroise en août 2007. Cette dernière décide d'organiser un match amical entre l'équipe nationale de Hongrie et Ferencváros dont les recettes sont reversées au club, de plus elle renonce à une procédure disciplinaire pour radier le club (elle estimait que le club devait passer devant les juridictions sportives et non la justice civile). Cependant, le club reste en deuxième division.

#### Reprise du club par un investisseur anglais en 2008
Criblé de dettes et évoluant en deuxième division depuis 2006, Ferencváros est mal-en-point. Un investisseur immobilier anglais, Kevin McCabe (patron d'Esplanade Real Estate), décide alors de reprendre le club et d'y investir environ 15 millions d'euros, épongeant du même coup les dettes et en garantissant un nouveau stade dont la capacité est portée à 25 000 places au lieu des 18 000 places d'ici 2011.

## Palmarès
| Compétitions nationales | Compétitions internationales |
| - Championnat de Hongrie (36) : - Champion : 1903, 1905, 1906-07, 1908-09, 1909-10, 1910-11, 1911-12, 1912-13, 1925-26, 1926-27, 1927-28, 1931-32, 1933-34, 1937-38, 1939-40, 1940-41, 1948-49, 1962-63, 1964, 1967, 1968, 1975-76, 1980-81, 1991-92, 1994-95, 1995-96, 2000-01, 2003-04, 2015-16, 2018-19, 2019-20, 2020-21, 2021-22, 2022-23, 2023-24 et 2024-25. - Vice-champion : 1902, 1904, 1907-08, 1913-14, 1917-18, 1918-19, 1921-22, 1923-24, 1924-25, 1928-29, 1929-30, 1934-35, 1936-37, 1938-39, 1943-44, 1945, 1949-50, 1959-60, 1965, 1966, 1970, 1970-71, 1972-73, 1973-74, 1978-79, 1981-82, 1982-83, 1988-89, 1990-91, 1997-98, 1998-99, 2001-02, 2002-03, 2004-05 et 2017-18. - Coupe de Hongrie (24) : - Vainqueur : 1912-13, 1921-22, 1926-27, 1927-28, 1932-33, 1934-35, 1941-42, 1942-43, 1943-44, 1957-58, 1971-72, 1973-74, 1975-76, 1977-78, 1990-91, 1992-93, 1993-94, 1994-95, 2002-03, 2003-04, 2014-15, 2015-16, 2016-17, 2021-22 - Finaliste : 1930-31, 1931-32, 1965-66, 1978-79, 1985-86, 1988-89, 2004-05, 2023-24, 2024-25. - Coupe de la Ligue hongroise (2) : - Vainqueur : 2012-13 et 2014-15 - Supercoupe de Hongrie (6) : - Vainqueur : 1993, 1994, 1995, 2004, 2015 et 2015-16 - Finaliste : 1992 et 2003. | - Ligue des champions de l'UEFA (C1) : - Phase de groupes : 1995-1996 et 2020-2021. - Coupes des coupes (C2) : - Finaliste : 1974-75. - Coupe de l'UEFA (C3) : - Demi-finaliste : 1971-72. - Coupe des villes de foires (1) : - Vainqueur : 1964-65. - Finaliste : 1967-68. - Coupe Mitropa (2) : - Vainqueur : 1928 et 1937. - Finaliste : 1935, 1938, 1939 et 1940. - Challenge Cup (1) : - Vainqueur : 1908-09. - Finaliste : 1910-11. |

## Joueurs et personnalités du club

### Entraîneurs
La liste suivante présente les différents entraîneurs connus du club.
- István Tóth-Potya (1926-1930)
- Zoltán Blum (1930-1937)
- Sándor Bródy (1937)
- József Sándor (1937)
- Emil Rauchmaul (1937-1938)
- György Hlavay (1938-1939)
- Lajos Dimény (1939-1942)
- István Tóth-Potya (1943)
- Alfréd Schaffer (1943-1944)
- Pál Szabó (1945)
- István Mike (1945)
- Gábor Urbancsik (1945-1946)
- Lajos Dimény (1946-1947)
- Zoltán Opata (1947)
- Antal Lyka (1948-1950)
- Miklós Vadas (1950)
- Gábor Urbancsik (1951)
- Károly Sós (1953-1956)
- Árpád Csanádi (1957)
- Sándor Tátrai (1958-1961)
- József Mészáros (1961-1965)
- Oszkár Vilezsál (1965)
- Sándor Tátrai (1966)
- Károly Lakat (1967-1969)
- Géza Kalocsay (1970)
- Jenő Dalnoki (1970)
- Ferenc Csanádi (1970-1973)
- Dezső Novák (1973)
- Jenő Dalnoki (1973-1978)
- Zoltán Friedmanszky (1978-1980)
- Dezső Novák (1980-1983)
- Géza Vincze (1984-1985)
- Jenő Dalnoki (1985-1987)
- Gyula Rákosi (1987-1990)
- Tibor Nyilasi (juin 1990-juin 1994)
- Dezső Novák (juillet 1994-juin 1996)
- József Mucha (septembre 1996)
- Zoltán Varga (septembre 1996-juin 1997)
- Tibor Nyilasi (juin 1997-décembre 1998)
- Marijan Vlak (janvier 1999-juin 1999)
- József Mucha (juillet 1999-août 1999)
- Stanko Poklepović (septembre 1999-juin 2000)
- János Csank (juin 2000-décembre 2001)
- József Garami (janvier 2002-décembre 2003)
- Attila Pintér (décembre 2003-juillet 2004)
- Csaba László (juillet 2004-novembre 2005)
- Imre Gellei (novembre 2005-avril 2007)
- Zoran Kuntić (avril 2007-juillet 2007)
- János Csank (juillet 2007-avril 2008)
- Bobby Davison (avril 2008-octobre 2009)
- Craig Short (octobre 2009-mai 2010)
- László Prukner (juillet 2010-août 2011)
- Tamás Nagy (août 2011)
- Lajos Détári (août 2011-août 2012)
- Ricardo Moniz (août 2012-décembre 2013)
- Thomas Doll (décembre 2013-août 2018)
- Serhiy Rebrov (août 2018-juin 2021)
- Peter Stöger (juillet 2021-décembre 2021)
- Stanislav Tchertchessov (depuis décembre 2021[13]-juillet 2023)
- Dejan Stanković (septembre 2023-juin 2024)
- Pascal Jansen (juillet 2024-décembre 2024)
- Robbie Keane (depuis janvier 2025)

### Effectif professionnel actuel
Le premier tableau liste l'effectif professionnel du Ferencváros TC pour la saison 2024-2025. Le second recense les prêts effectués par le club lors de cette même saison.
En grisé, les sélections de joueurs internationaux chez les jeunes mais n'ayant jamais été appelés aux échelons supérieurs une fois l'âge-limite dépassé ou les joueurs ayant pris leur retraite internationale.

### Joueurs emblématiques
- Flórián Albert
- László Bálint
- Zoltán Czibor
- Jenő Dalnoki
- Lajos Détári
- Máté Fenyvesi
- István Juhász
- Sándor Kocsis
- Willy Kohut
- László Kubala
- Péter Lipcsei
- Győző Martos
- Sándor Mátrai
- Eugen Neagoe
- Dezső Novák
- Tibor Nyilasi
- Miklós Páncsics
- László Pusztai
- Tibor Rab
- György Sárosi
- Imre Schlosser
- Gábor Szántó
- Lajos Szűcs
- Mihai Tänzer
- Géza Toldi
- Craig Short
- Gera Zoltan

## Statistiques

### Joueurs les plus capés
|    | Joueurs        | Période                          | Matchs |
| -- | -------------- | -------------------------------- | ------ |
| 1  | Péter Lipcsei  | 1990–1995; 1997–1998; 2000–10    | 428    |
| 2  | György Sárosi  | 1931–1948                        | 384    |
| 3  | Sándor Mátrai  | 1953–1967                        | 356    |
| 4  | Flórián Albert | 1959–1974                        | 351    |
| 5  | Máté Fenyvesi  | 1953–1969                        | 345    |
| 6  | József Keller  | 1984–1995; 1996; 2000–2003; 2005 | 325    |
| 7  | Gyula Rákosi   | 1957–1972                        | 322    |
| 8  | László Bálint  | 1968–1979                        | 316    |
| 9  | Zoltán Ebedli  | 1973–1984; 1985–1986             | 313    |
| 10 | István Géczi   | 1962–1979                        | 309    |

### Meilleurs buteurs
|    | Joueurs        | Période                         | Buts |
| -- | -------------- | ------------------------------- | ---- |
| 1  | György Sárosi  | 1931–1948                       | 351  |
| 2  | Imre Schlosser | 1906–1915; 1926–1927            | 269  |
| 3  | Flórián Albert | 1959–1974                       | 256  |
| 4  | Géza Toldi     | 1928–1939; 1942–1943            | 213  |
| 5  | József Takács  | 1927–1934                       | 209  |
| 6  | Tibor Nyilasi  | 1973–1983                       | 132  |
| 7  | Ferenc Deák    | 1947–1950                       | 121  |
| 8  | Mihály Pataki  | 1910–1927                       | 113  |
| 9  | Ferenc Weisz   | 1902–1920                       | 105  |
| 10 | Péter Lipcsei  | 1990–1995; 1997–1998; 2000–2010 | 101  |

## Supporters

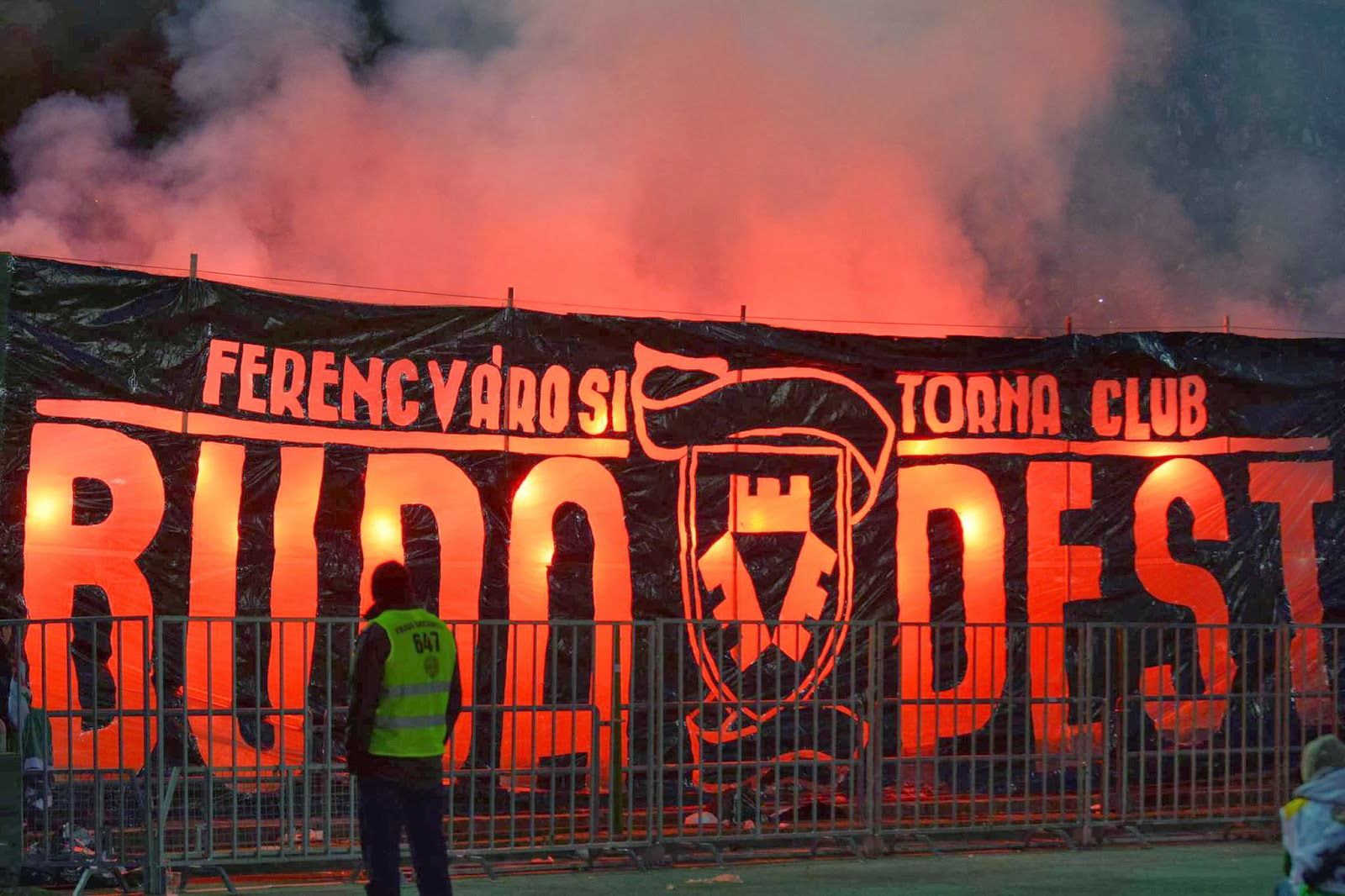
Tifo accompagné de fumigènes des supporters de Ferencváros

Les supporters de Ferencváros, à l'instar de ceux d'Újpest FC se sont signalés dans les années 1990 et 2000 pour leurs propos racistes quand des joueurs noirs sont venus en Hongrie. Lors d'une rencontre dans le cadre de la Coupe d'Europe en octobre 1995 contre l'Ajax Amsterdam, l'association des Pays-Bas de football a vivement protesté auprès de l'UEFA en raison d'injures racistes contre les joueurs noirs de l'Ajax. En 2002, l'UEFA punit le club pour comportements racistes de ses supporters après un match contre le club du VfB Stuttgart à un match à huis clos. En avril 2004, la rencontre Ferencváros - MTK Hungária FC se dispute sous des chants anti-juifs de la part d'une cinquantaine d'individus en raison des liens étroits qu'a entretenu le MTK avec la communauté juive dans son histoire. Cependant, l'arrivée au club du joueur nigérian Thomas Sowunmi qui effectue de bonnes prestations lors de son passage au club entre 2003 et 2005 et la sévérité des sanctions effectuées depuis par la fédération hongroise pour combattre le racisme allant jusqu'à retirer des points au classement (Ujpest est sanctionné avec la perte de trois points en championnat lors de la saison 2006-07 pour comportements racistes de ses supporters), les supporters se sont assagis et ont été salués pour des initiatives anti-racistes.

## Équipe féminine
L'équipe féminine a réalisé le doublé Coupe-Championnat en 2015, 2016 et 2019 et remporte la Coupe nationale uniquement en 2017 et 2018.